# Kapp (Familienname)
Kapp ist ein deutscher Familienname.

## Namensträger
- Alexander Kapp (Pädagoge) (1800–1869), deutscher Pädagoge
- Alexander Kapp (Mediziner) (* 1955), deutscher Dermatologe
- Andero Kapp (* 2006), estnischer Skispringer
- Andreas Kapp (* 1967), deutscher Curler
- Anni Kapp (1908–1972), deutsche Wasserspringerin
- Artur Kapp (1878–1952), estnischer Komponist
- Bernhard Kapp (1921–2014), deutscher Unternehmer
- Bobby Kapp (* 1942), US-amerikanischer Jazzmusiker
- Christian Kapp (1798–1874), badischer Politiker
- Christian Ehrhard Kapp (1739–1824), deutscher Arzt und Schriftsteller
- Colin Kapp (1928–2007), britischer Science-Fiction-Schriftsteller
- Daniel Kapp (* 1968), Politikberater und Kommunikationsexperte
- Dieter B. Kapp (1941–2021), deutscher Indologe und Sprachwissenschaftler
- Ernst Kapp (1808–1896), deutscher Geograph und Technikphilosoph
- Ernst Kapp (Altphilologe) (1888–1978), deutscher Klassischer Philologe
- Eugen Kapp (1908–1996), estnischer Komponist
- Friedrich Kapp (Philologe) (1792–1866), Hochschullehrer in Erlangen und Bonn, Gymnasiallehrer in Hamm
- Friedrich Kapp (Jurist) (1824–1884), demokratischer Emigrant, Chronist der Deutschamerikaner und des Buchhandels, MdR, MdHdA
- Gisbert Kapp (1852–1922), österreichischer Maschinenbau-Ingenieur
- Gottfried Kapp (1897–1938), deutscher Schriftsteller
- Hans-Jörg Kapp (* 1964), deutscher Regisseur, Autor und Hochschullehrer
- Hermann Kapp (Politiker) (1898–1983), deutscher Politiker (CDU)
- Hermann Kapp (Mediziner) (1900–1976), Schweizer Arzt
- Ida Kapp (1884–1979), deutsche Klassische Philologin
- Johann Kapp (Theologe) (1739–1817), deutscher klassischer Philologe, lutherischer Geistlicher und Theologe
- Johann Christian Kapp (1764–1793), deutscher klassischer Philologe
- Johann Erhard Kapp (1696–1756), deutscher Rhetoriker und Historiker
- Johann Konrad Kapp (1788-nach 1849), deutscher Verwaltungsbeamter
- Johann Kapp (Politiker), österreichischer Politiker und Abgeordneter im Tiroler Landtag (1883–1888)
- Johannes Kapp (1929–2018), Weihbischof im Bistum Fulda
- Joosep Kapp (1833–1894), estnischer Chorleiter, Organist und Pädagoge
- Julius Kapp (1883–1962), deutscher Dramaturg und Autor
- Karl Kapp (1898–1965), SPD-Funktionär, KZ-Häftling
- Karl William Kapp (1910–1976), deutscher Nationalökonom
- Kit Kapp (1926–2013), US-amerikanischer Ethnologe, Forschungsreisender, Kartograf und Kunstsammler
- Marizanne Kapp (* 1990), südafrikanische Cricketspielerin
- Markus Kapp (* 1972), deutscher Kabarettist und Musiker
- Oskar Kapp (1912–1943), deutscher Fußball-Torwart
- Otto Kapp von Gültstein (1853–1920), württembergischer Ingenieur und Eisenbahnpionier
- Patrick Kapp (Unihockeyspieler) (* 1996), Schweizer Unihockeyspieler
- Patrick Kapp (Fußballspieler) (* 1997), deutscher Fußballspieler
- Peter Kapp (* 1961), deutscher Bäcker und Konditor
- Reinhard Kapp (1907–1995), deutscher Fachanwalt für Steuerrecht
- Reinhard Kapp (Musikwissenschaftler) (* 1947), deutscher Musikwissenschaftler
- Richard Kapp (* 1976), österreichischer Musiker, Sänger und Komponist
- Ulrich Kapp (* 1971), deutscher Curler
- Vanessa Kapp (* 1993), Schweizer Unihockeyspielerin
- Villem Kapp (1913–1964), estnischer Komponist
- Volker Kapp (* 1940), deutscher Romanist
- Wilhelm Kapp (1865–1943), deutscher Politologe und Zeitungswissenschaftler
- Wolfgang Kapp (1858–1922), deutscher Generallandschaftsdirektor und Putschist
- Yvonne Kapp (1903–1999), britische Autorin und Historikerin